# Драгобужде
Драгобужде (на сръбски: Драгобужде или Dragobužde) е село в Югоизточна Сърбия, Пчински окръг, Град Враня, община Враня.

## География
Селото се намира в котловината Поляница. Отстои на 29 км северозападно от окръжния и общински център Враня, на 5,1 км североизточно от село Тръстена, на 5,1 км западно от село Власе и на северозапад от село Рождаце.

## Население
Според преброяването на населението от 2011 г. селото има 43 жители.

### Етнически състав
Данните за етническия състав на населението са от преброяването през 2002 г.
- сърби – 49 жители (100%)